# Obibulbyl
Obibulbyl (Hypsipetes lucasi) är en fågel i familjen bulbyler inom ordningen tättingar.

## Utbredning och systematik
Fågeln förekommer på ön Obi i norra Moluckerna. Den kategoriserades tidigare som underart till Hypsipetes longirostris men urskiljs numera allmänt som egen art.

## Status
Den placeras i hotkategorin livskraftig.